# Curillo
Curillo est une municipalité située dans le département de Caquetá, en Colombie.